# Пасифая
Пасифа́я (др.-греч. Πασιφάη «вся светящаяся») — в древнегреческой мифологии дочь Гелиоса, супруга критского царя Миноса, известная охватившей её страстью к быку, мать Минотавра, Ариадны, Федры, Андрогея.

## Античная традиция
Дочь солнечного бога Гелиоса и океаниды Персеиды, сестра Кирки (Цирцеи) и Ээта, Перса и Алоея, а также, по отцу — Фаэтусы и Лампетии, Фаэтона, Гелиад.
Пасифая воспитывалась как принцесса в Колхиде, была выдана замуж за Миноса и стала критской царицей. Мать Ариадны, Федры, Андрогея, Катрея и Главка, Акакаллиды, Девкалиона, прочих, см..
Миф приписывает ей любовную связь с жертвенным белым быком: царь Минос, утверждая свою власть на Крите, похвалялся вниманием богов к своим молитвам и обратился к богу Посейдону, чтобы тот послал ему быка для совершения жертвоприношения. Бог внял его просьбе, и из моря на берег явился белоснежный бык. Поражённый его великолепием, Минос отправил его в собственные стада, а вместо него принес в жертву другого быка. Рассерженный Посейдон внушил супруге Миноса Пасифае противоестественное влечение к красавцу-быку, и она влюбилась в него. Рассказала о своей страсти искусному мастеру и изобретателю Дедалу, и тот сделал пустотелую деревянную корову, обтянул её шкурой и выкатил на луг, где пасся бык. Внутрь коровы забралась Пасифая и удовлетворила свою страсть с быком Посейдона (или же это был сам Посейдон в образе быка). Спустя время у неё от него родился Минотавр, чудовище с человеческим телом и головой быка. По другой версии, влечением к быку её наказала Афродита за то, что отец Пасифаи, Гелиос, открыл мужу Афродиты Гефесту измену той с Аресом. Существуют и другие варианты мифа. Позднее бык одичал и стал опустошать Крит, пока, по словам Диодора, Геракл не поймал его и не отвёз в Грецию, где его убил Тесей, см. Критский бык (Марафонский бык). По совету оракула Минос, чтобы скрыть позор Пасифаи, обратился к Дедалу, и тот построил ему подземный лабиринт, где укрыли Минотавра.
В. Н. Ярхо отмечает, что в этом мифе нашли отражение древнейшие тотемистические верования, восходящие к анимализму, так, на Ближнем Востоке и в южном Средиземноморье в роли тотема-покровителя часто выступал бык.
Частые супружеские измены Миноса однажды настолько рассердили Пасифаю, что она заколдовала своего мужа: стоило ему возлечь с женщиной, как извергнутое им семя превращалось в скопище ядовитых змей и скорпионов, которые убивали его партнёршу. От этой напасти Миноса излечила Прокрида. Ей удалось уцелеть потому, что она выпила отвар из волшебных трав, приготовленный по рецепту Цирцеи, а Миноса она излечила, заставив его испустить скверну в мочевой пузырь козы, а затем совокупиться с Пасифаей.
Героиня трагедии Еврипида «Критяне», её монолог найден на папирусе, комедии Алкея «Пасифая».

## Образ в искусстве
Существует утверждение, что для гуманистических философов Ренессанса Пасифая олицетворяла преднамеренное насмехание над естественным и божественным законом и отвержение разума в угоду животной страсти.
- Джулио Романо, ок. 1530 г.
- Гюстав Моро. Пасифая, XIX в.
- Драма Анри де Монтерлана «Пасифая» (1936).
- Полотно Джексона Поллока «Пасифая» (1943)[23].
- Роман Хавьера Аспейтьи «Плач Минотавра» (2002).
- Пьеса Фабриса Хаджаджа «Пасифая, или Как становятся матерью Минотавра» (2009).